# Franz Loewinson-Lessing

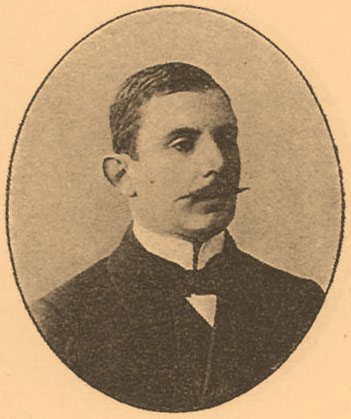
Franz Loewinson-Lessing

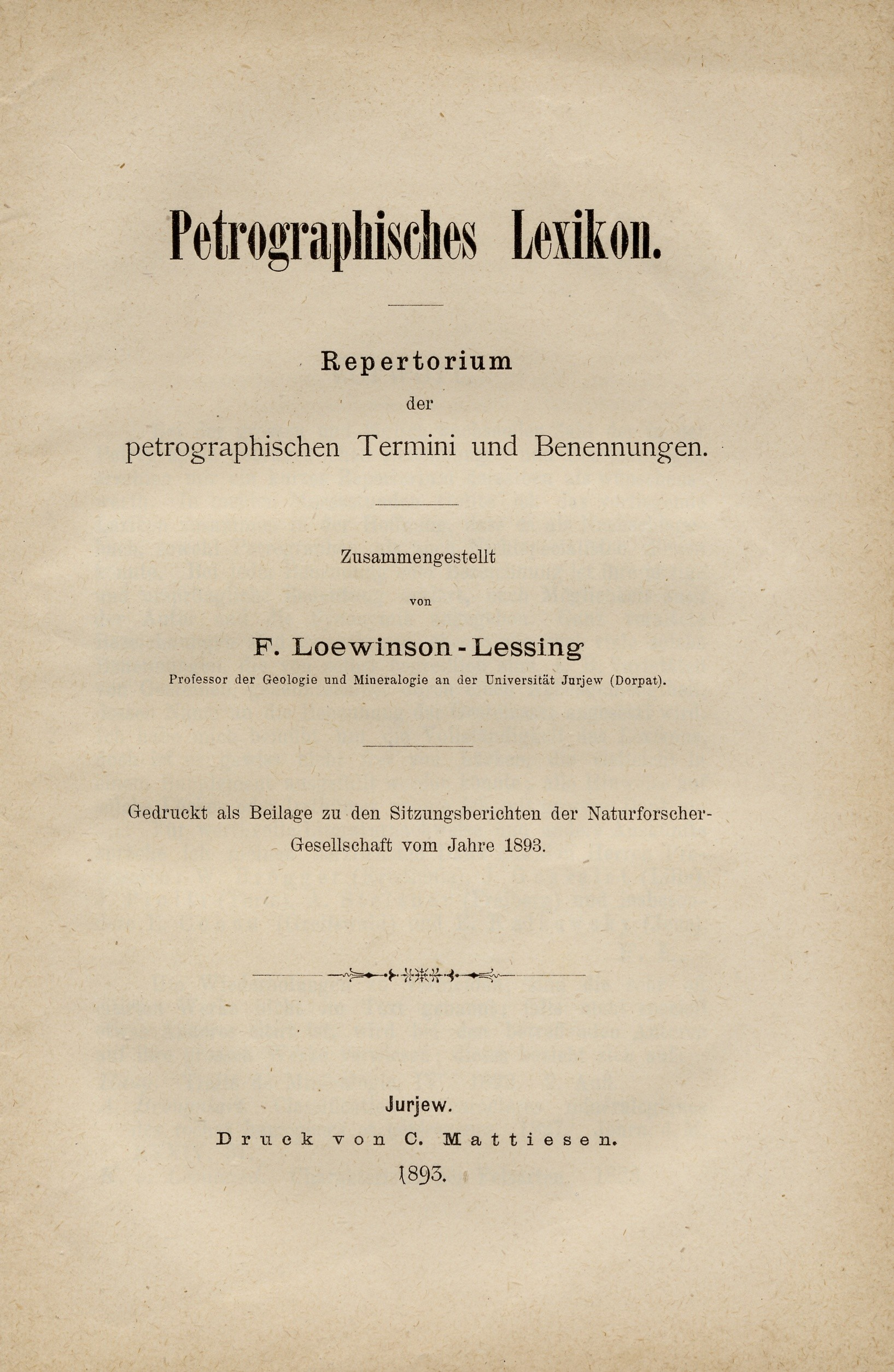
Titelblatt des Petrographischen Lexikons, das in mehrere Sprachen übersetzt wurde

Franz Loewinson-Lessing, russisch Fjodor Juljewitsch Loewinson-Lessing, russisch Франц Юльевич Левинсон-Лессинг, gelegentlich englisch Franz Levinson-Lessing (* 25. Februarjul. / 9. März 1861greg. in Sankt Petersburg; † 25. Oktober 1939 in Leningrad) war ein russischer Geologe und Petrologe. Er trat als Kenner russischer Nutzgesteine hervor.

## Wissenschaftliches Wirken

### Ausbildung und frühe Jahre
Loewinson-Lessing studierte an der Universität von St. Petersburg und schloss diese Ausbildung 1883 ab. Im Mai 1898 verteidigte er seine Dissertation an der Sankt Petersburger Universität mit dem Thema „Forschungen der theoretischen Petrografie in Verbindung mit der Untersuchung von Eruptivgesteinen vom zentralen Kaukasus“. Seit dem Jahr 1889 arbeitete er als Privatdozent und erhielt 1892 eine Professur an der Kaiserlichen Universität Dorpat. Ein Jahr später übernahm er hier die Aufgabe des Dekans der Physikalisch-mathematischen Fakultät, die er bis 1899 ausführte.
Seit 1890 führte er geologische Untersuchungen entlang der projektierten Eisenbahntrasse Tiflis-Wladikawkas durch. In der Zeit von 1892 bis 1902 übernahm er Forschungsarbeiten für die Universität Dorpat. Loewinson-Lessing erarbeitete neben seinen Tätigkeiten als Feldgeologe und seinen Verpflichtungen an der Universität Dorpat ein petrographisches Lexikon, das als ein frühes Werk auf diesem Sektor gilt. Es erschien als Beilage zu den Sitzungsberichten der Naturforscher-Gesellschaft in den Jahren 1893–95 und wurde später in verschiedenen Sprachen verlegt.
Im Jahr 1899 untersuchte Loewinson-Lessing das Kasbekmassiv im Kaukasus, und 1901 erfolgten geologische Erkundungsarbeiten in Ossetien, Digorien und Balkarien. Im gleichen Jahr erschien der Bericht über diese Arbeiten in russischer und deutscher (gekürzte Fassung) Sprache. Weitere geologische Erkundungen führten ihn in den nördlichen, mittleren und südlichen Ural, in das Mugodschargebirge, in die Kirgisische Steppe, auf die Krim und nach Transkaukasien. Geologische Erkundungen erfolgten auch im Olonezker, Nishegoroder und Poltawer Gouvernement.

### Tätigkeit in Sankt Petersburg
Auf Betreiben vom russischen Finanzministerium wurde Loewinson-Lessing am 17. Mai 1902 zum ordentlichen Professor am Polytechnischen Institut von Sankt Petersburg berufen. Hier lehrte er von 1902 bis 1930 als Professor und war Lehrstuhlinhaber für Geologie. In dieser Eigenschaft hielt er Vorlesungen über Geologie und Mineralogie, auch in den Höheren Frauenkursen (eine seiner Studentinnen war Nadeschda Woronez), sowie in naturwissenschaftlichen Kursen an der Pädagogischen Akademie, am 2. Pädagogischen Institut und am Wald-Institut.

Am Polytechnischen Institut gründete er das erste Laboratorium für experimentelle Petrographie in Russland. Von 1907 bis 1910 war er Dekan der Metallurgischen Abteilung.
Im Jahr 1914 wurde Loewinson-Lessing zum korrespondierenden Mitglied der Russischen Akademie der Wissenschaften ernannt.

### Oktoberrevolution und Bürgerkrieg
In der äußerst schwierigen Zeit des Russischen Bürgerkriegs stand Loewinson-Lessing dem Polytechnischen Institut in Petrograd als Rektor vor (20. März 1919 bis 5. November 1919). In seiner Amtsperiode musste er die Existenzfähigkeit seines Instituts gegen eine interne Revolutionsgruppe verteidigen. Während dieser Zeit war er als führendes Mitglied in der Kommission zur Erforschung der natürlichen Produktivkräfte (Комиссии по изучению естественных производительных сил, 1930 wurde daraus der Rat zur Erforschung der Produktivkräfte) um Sicherung und Übernahme wichtiger Institute und anderer geowissenschaftlicher Forschungseinrichtungen bemüht.
Als Loewinson-Lessing am 1. Oktober 1919 von einer Dienstreise in das Institut zurückkehrte, wurde er von Mitgliedern der Tscheka verhaftet. Am Folgetag unterzeichneten sieben führende Professoren seiner Einrichtung, darunter drei ehemalige Rektoren, ein Memorandum zur Freilassung seiner Person, dem stattgegeben wurde.
Nach 1920 erfolgten Arbeiten auf dem Gebiet der Baugesteine und für das Projekt zur Errichtung eines Baugesteinsmuseums. Bei diesem Museumsprojekt führte Loewinson-Lessing zahlreiche bedeutende sowjetische Geologen zusammen. Er gilt als einer der wichtigsten russischen, später sowjetischen Experten auf dem Gebiet der Bau- und Dekorationsgesteine.

### Wirken in der Sowjetunion

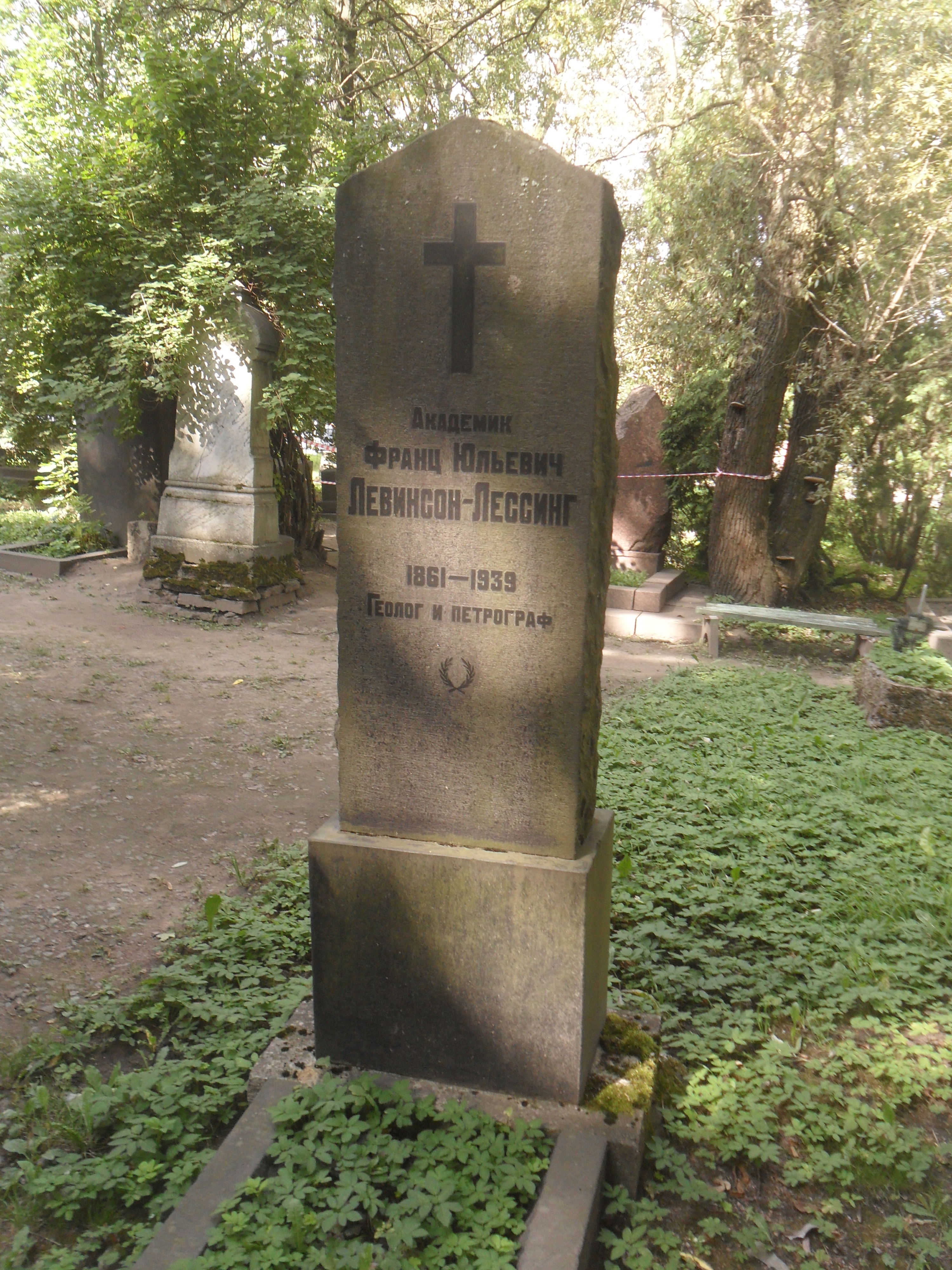
Grab in der Abteilung Literatenbrücken auf dem Wolkowo-Friedhof.

Seine allseits anerkannte Arbeit führte 1925 zur Ernennung als Vollmitglied an der Akademie der Wissenschaften.
Zwischen 1927 und 1929 führte Loewinson-Lessing das am 2. April 1927 gegründete Institut für Bodenkunde – W. W. Dokutschajew. Es gehörte seit 1927 zur Sowjetischen Akademie der Wissenschaften. Somit übernahm er als Nachfolger die Aufgaben von Gründungsdirektor K. D. Glinka.
Von 1930 bis kurz vor seinem Tode arbeitete Loewinson-Lessing am Petrographischen Institut der Akademie der Wissenschaften. In dieser Zeit leitete er die Außenstellen der Akademie in Armenien und Aserbaidschan. Ferner wurde auf seine Initiative hin eine vulkanologische Station auf Kamtschatka errichtet und er hatte den Vorsitz von der Kommission für die komplexe Untersuchung des Kaspischen Meeres. Sein Petrografisches Lexikon wurde 1937 unter Beteiligung von Emilija Alfredowna Struve mit einer zweiten Auflage fortgeführt.
Sein Grab befindet sich auf dem Wolkowo-Friedhof in St. Petersburg.

## Mitgliedschaften und Würdigungen

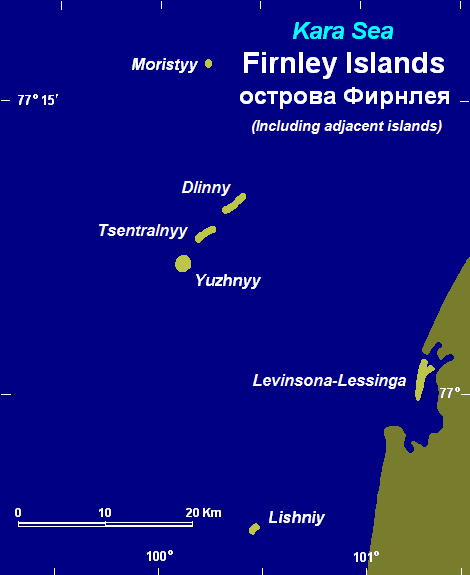
Lage der Loewinson-Lessing-Insel in der Karasee

- 1925 Vollmitglied der Akademie der Wissenschaften der UdSSR (AH CCCP)
- Mitglied der Internationalen Bodenkundlichen Gesellschaft⋅ ⋅
- Mitglied der Geological Society of London
- Mitglied der Société géologique de Belgique
- Ehrenmitglied der Geological Society of America
- Benennung einer Insel im östlichen Teil der Karasee in einer Bucht der Taimyrhalbinsel, bei den Fearnley-Inseln
- Benennung eines Sees auf der Taimyrhalbinsel
- Benennung des Minerals Lessingit durch V. A. Zilberminz im Jahr 1929[3][4]

## Publikationen (Auswahl)
- Die Variolite von Jalguba im Gouv. Olonez. („T. M. P. M.“, 1884, VI)
- Die Olonezer Diabasformation. (Olonezkaja diabasowaja formazija). In: Труды Санкт-Петербургского Общества естествоиспытателей (= Arbeiten d. St. Petersburger Naturforschenden Gesellschaft), Vol. XIX, Abt. Geologie und Mineralogie, St. Petersburg 1888
- Les ammonées de la zone à Sporadoceras münsteri dans les Monts Gouberlinskya Gory (gouv. d’Orenbourg), Oural méridional. In: Extract Mém. Soc. Belge Géol. Paléont. & Hydro. VI, 1892
- Petrographisches Lexikon. Repertorium der petrographischen Termini und Benennungen. Jurjew [Dorpat] 1893–1895 (digitalisiert auf dem Download-Portal der Universität Tartu)
- Tables for the Determination of the Rock Forming Minerals. 1893
- Catalogue de la Collection de Météorites de l’Université Impériale de Jourieff (Dorpat). Supplement in: Ученые записки Императорского Юрьевского университета [Utschenije sapiski Imperatorskogo Jurjewskogo uniwersiteta] – Acta et Commentationes Imp. Universitatis Jurievensis (Olim Dorpatensis). Jg. 5, Nr. 2, 1897, 18 S.
- Ein Wort über die Corrélation der Transgressionen und über Restaurierungskarten. In: Compte-rendu du VII Congrès Géol. Intern. 1897
- Petrographisches Lexikon. Supplement. Supplement in: Ученые записки Императорского Юрьевского университета [Utschenije sapiski Imperatorskogo Jurjewskogo uniwersiteta] – Acta et Commentationes Imp. Universitatis Jurievensis (Olim Dorpatensis). Jg. 6, Nr. 5, 1898, 96 S. (digitalisiert auf dem Download-Portal der Universität Tartu, kompletter Band)
- Geologische Skizze der Besitzung Jushno-Saosersk und des Berges Deneshkin Kamen im nördlichen Ural. 1900
- Geologische Untersuchungen im Bereich des Massivs und der Ausläufer des Kasbek, ausgeführt im Sommer 1899. In: Mat. z. Geol.Russl. XXI, 1901
- mit E. Jeremina: Beiträge zur Petrographie der Mugodjawen. S. Petersburg 1905
- Petrographische Untersuchungen im Centralen Kaukasus (Digorien und Balkarien). In: Verh. d. Kaiserl. Russ. Mineralog. Gesellschaft. Band XLII (1905), Lieferung 2, St. Petersburg
- Ueber das Auftreten von Untercarbon in den Guberlinskischen Bergen/südl. Ural. In: Centralblatt für Mineralogie, Geologie und Paläontologie, Stuttgart 1906
- F. Loewinson-Lessing (Redaktion): Kamennyje stroitelnyje materialyj. Petrograd 1923
- F. J. Loewinson-Lessing, Emilija Alfredowna Struve: Petrografitscheski Slowar. Leningrad / Moskau 1937 (Digitalisat der Ausgabe 1932)